# Програмабилни логички уређај
Програмабилни логички уређај (енгл. Programmable logic device, ПЛД) је електронска компонента која се користи за изградњу реконфигурабилних дигиталних кола. За разлику од логичких кола, која имају фиксну функцију, ПЛД има недефинисану функцију у тренутку производње. Пре него што се ПЛД може користити у колу, мора се испрограмирати, односно реконфигурисати.

## ПЛА
Тексас инструментс 1970. године је развио маскирно програмабилно интегрисано коло засновано на IBM-овој "асоцијативној меморији само за читање" односно ROAM (енгл. Read-Only Associative Memory). Овај уређај, TMS2000, програмиран је изменом металног слоја током производње интегрисаног кола. TMS2000 имао је до 17 улаза и 18 излаза са 8 ЈК флип флопа за меморију. Тексас инструментс је сковао израз "програмабилно логичко поље" за овај уређај.
Програмабилно логичко поље (енгл. Programmable Logic Array, ПЛА) има програмабилни низ И кола, које се повезује са програмабилним низом ИЛИ кола, које се затим могу условно допунити да створе излаз.

## ПАЛ
ПАЛ (енгл. Programmable Array Logic, програмабилна логика поља) је породица програмабилних логичких полупроводничких уређаја који се користе за имплементацију (извршење) логичких функција у дигиталном колу.

## ФПГА
ФПГА (енгл. Field-Programmable Gate Array) је интегрисано коло пројектовано тако да се његова унутрашња структура може конфигурисати од стране крајњег корисника. Дефинисање унутрашње структуре ФПГА компоненте се врши уз помоћ ХДЛ (енгл. Hardware Description Language) језика или шематских дијаграма.
Свака ФПГА компонента се састоји од великог броја идентичних логичких блокова, реконфигурабилних веза које омогућавају блоковима да буду међусобно повезани и улазно/изалзног блока. Сваки логички блок се састоји од логичких ћелија. Логички блокови могу се конфигурисати тако да изводе сложене комбинаторне функције или једноставна логичка кола попут I кола и ЕКСИЛИ кола. Логички блокови такође могу укључивати и меморијске елементе, који могу бити једноставни флип-флопови или неки комплекснији меморијски елементи.